# Tirocinio in Italia
Il tirocinio in Italia  è previsto nell'ambito della formazione professionale generale, e consiste in una breve esperienza di lavoro presso aziende o enti allo scopo di agevolare le scelte professionali mediante la conoscenza diretta del mondo del lavoro.
Il tirocinio professionale, o praticantato è invece propedeutico e necessario per l'abilitazione all'esercizio di una libera professione ordinistica, e può avere diritto a retribuzione e contributi previdenziali.

## Descrizione generale
Il tirocinio è di due tipi, professionale o formativo:
1. Il tirocinio formativo è stato introdotto dalla legge 24 giugno 1997, n. 196 e disciplinato dal decreto interministeriale 25 marzo del 1998 n. 142,[1] e dalle leggi 28 marzo 2003, n. 53, e 24 novembre 2003 n. 326.[2] L'istituto è stato poi profondamente riformato dall'entrata in vigore della legge 14 settembre 2011 n. 148.
2. Il tirocinio professionale è disciplinato, in via generale, dall'art. 6 del DPR 7 agosto 2012, n. 137 emanato in applicazione del decreto legge 13 agosto 2011 n. 138 – convertito in legge 14 settembre 2011 n. 148,[3] in modo specifico dalle leggi istitutive degli ordini professionali e dai singoli regolamenti emanati da questi, salvo specifiche disposizioni di legge, se presenti.

Secondo la legge 24 giugno 1997, n. 196, il tirocinio posto in essere nel rispetto delle norme non è in alcun modo considerabile come un rapporto di lavoro di tipo subordinato. Allo stagista, quindi, non si applica nessun contratto nazionale, sia per la parte normativa che retributiva (salario minimo mensile). Questi non ha diritto a retribuzione, contributi previdenziali, ferie retribuite, maternità, congedi, indennità di malattia, scatti di anzianità, non è previsto nessun preavviso (o indennità di mancato preavviso) in caso di licenziamento o dimissioni. Ognuna delle parti può inoltre interrompere il rapporto di tirocinio senza preavviso o onere alcuno. Non si applica quindi la tutela obbligatoria. Il periodo di stage non figura nemmeno ai fini dei contributi previdenziali figurativi (anni per la pensione, senza reale versamento di denaro all'INPS), non è calcolato ai fini dell'anzianità lavorativa (uno scatto di anzianità ogni due anni) in caso di successiva assunzione con un differente tipo di contratto, né nei 36 mesi massimi di lavoro a tempo determinato che un'azienda può offrire a un dipendente (con tutte le tipologie di contratti a termine). Tuttavia, nel caso in cui un tirocinio formativo mascheri in realtà un rapporto di lavoro subordinato, anche se la legge non prevede espressamente la conversione del rapporto in un contratto di lavoro subordinato a tempo indeterminato, il Ministero del Lavoro ha chiarito, con la circolare n. 24 del 12 settembre 2011, che:

## Tirocinio formativo

### Durata massima
La durata massima del tirocinio formativo - In base alla legge 24 giugno 1997 n. 196 - è così determinata:
- 4 mesi per gli studenti che frequentano la scuola secondaria;
- 6 mesi per i lavoratori inoccupati o disoccupati iscritti nelle liste di mobilità, per gli allievi degli istituti professionali di Stato, per gli studenti che frequentano attività formative post diploma o post laurea;
- 12 mesi per gli studenti universitari o laureati da non più di dodici mesi, per gli studenti che frequentano dottorati di ricerca o scuole di specializzazione anche nei diciotto mesi successivi il termine degli studi, per le persone svantaggiate;
- 24 mesi per i disabili.

La legge 14 settembre 2011 n. 148, all'articolo 11 modifica i requisiti dei soggetti che possono essere inseriti in stage e cambia il periodo massimo di durata dei tirocini.
Fatta eccezione per i disabili, gli invalidi fisici, psichici e sensoriali, i soggetti in trattamento psichiatrico, i tossicodipendenti, gli alcolisti e i condannati ammessi a misure alternative di detenzione, i tirocini formativi e di orientamento non curriculari non possono avere una durata superiore a 6 mesi, proroghe comprese, e possono essere promossi unicamente a favore di neodiplomati o neolaureati entro dodici mesi dal conseguimento del relativo titolo di studio. Non esiste un limite di età o un numero massimo di mesi di stage che una persona possa svolgere in tutta la sua vita lavorativa.

### Compensi e relativo regime fiscale
L'eventuale pagamento della prestazione lavorativa avviene a titolo di rimborso spese, che tuttavia non ha natura retributiva ma viene tassato come reddito assimilato a lavoro dipendente ove non sussistano le esenzioni previste dal testo unico delle imposte sui redditi, per esempio per i rimborsi spese a seguito di trasferte lavorative.

### Obblighi e oneri
Il contratto di stage deve contenere gli obiettivi formativi , la durata del rapporto, il nome del tutor interno all'azienda che seguirà lo stagista, la modalità con cui lo stage verrà condotto dall'azienda (cioè i compiti che l'azienda affiderà allo stagista e il modo con cui lo stagista verrà seguito nella loro espletazione), gli orari giornalieri in cui lo stagista sarà a disposizione dell'azienda, l'eventuale rimborso mensile previsto o le agevolazioni a cui lo stagista avrà diritto.
L'unico onere per il datore è il pagamento dell'assicurazione antinfortunistica obbligatoria INAIL (con voce di tariffa 0611) e una assicurazione privata per rischi diversi. Da parte dei lavoratori disoccupati è un modo per ottenere un'occupazione temporanea, in quanto per l'impresa è ancora più economica dei co.co.pro.

### Limiti
Il decreto 25 marzo 1998, n. 142 del Ministro del Lavoro e della Previdenza Sociale regolamenta la materia dei “tirocini formativi e di orientamento”, definisce il numero massimo di stagisti che ogni azienda può ospitare in base al numero di dipendenti assunti a tempo indeterminato (esclusi quelli a tempo determinato, i co.co.pro, i collaboratori, ecc.):
- fino a 5 dipendenti a tempo indeterminato possono ospitare un solo tirocinante;
- fra i 6 e 19 dipendenti, possono ospitare fino a due tirocinanti contemporaneamente;
- oltre i 19 dipendenti, gli stagisti non possono essere contemporaneamente più del 10% degli assunti.

### Controversie
Il tirocinio è stato criticato per essere stato utilizzato in alcuni casi come sostituzione di un'assunzione e in campi in cui non serve formazione. In molti casi è stato definito sfruttamento. Una sentenza della Cassazione del 2016 ha stabilito che se il tirocinante dimostra di essere già in possesso delle competenze che il tirocinio dovrebbe fornirgli, il tirocinio è nullo.